# Orseolia polliniae
Orseolia polliniae är en tvåvingeart som först beskrevs av Ephraim Porter Felt 1927.  Orseolia polliniae ingår i släktet Orseolia och familjen gallmyggor. Inga underarter finns listade i Catalogue of Life.